# ドリティス属

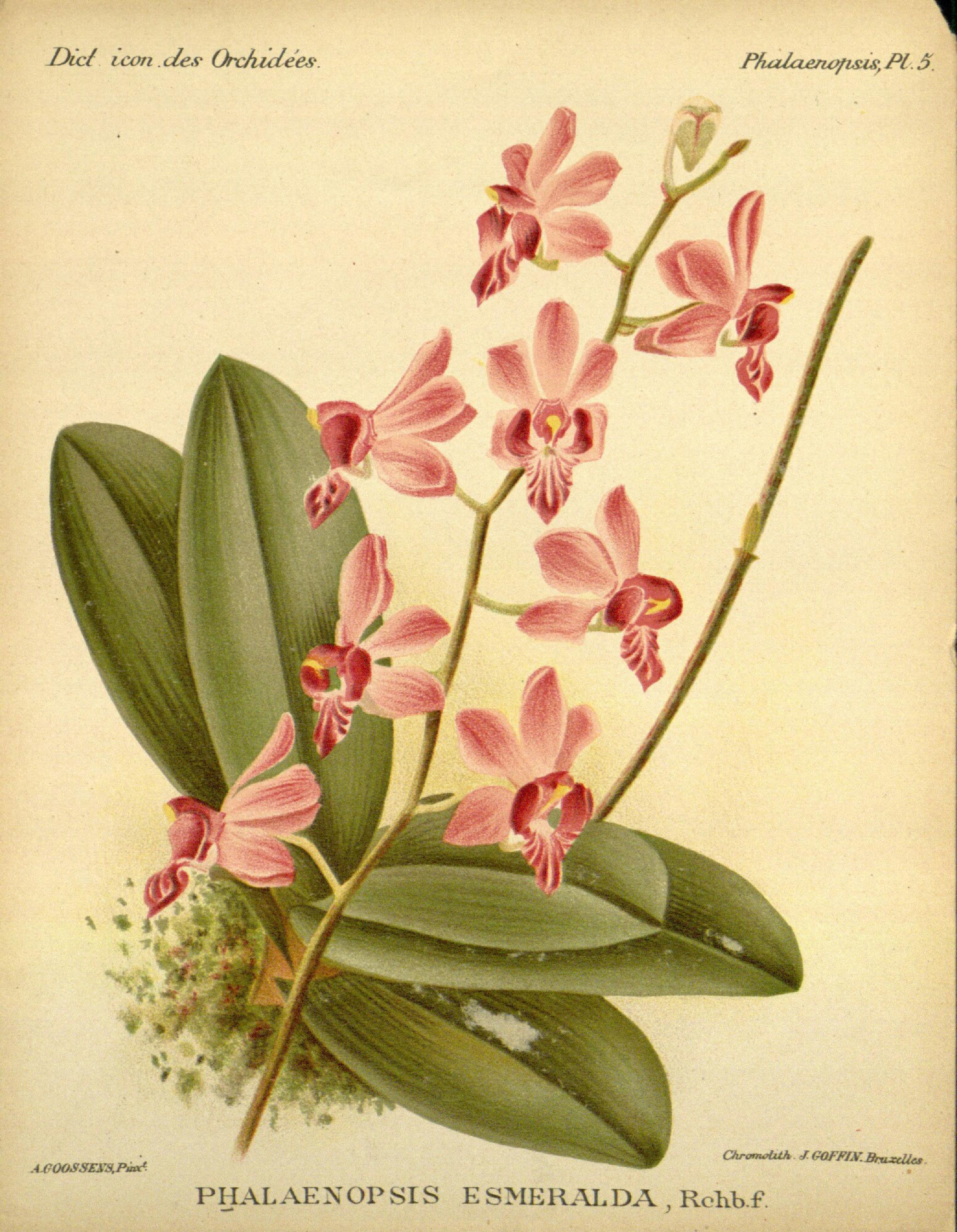
ドリティス・プルケリマ・図版

ドリティス属 Doritis はラン科植物の分類群の一つ。単一種のみを含む。コチョウラン属に近縁で、属間交配の交配親としても用いられ、その交配品はドリテノプシス属と呼ばれる。洋ランとしての略称は Dor. である。
※2013年5月22日の英国王立園芸協会(RHS)の蘭の交配登録に関する諮問委員会(OHRAG)にて審議された結果、ドリティス属はコチョウラン属に変更された。

## 特徴
ドリティス属は単一の種ドリティス・プルケリマ D. pulcherima のみを含む。この種は当初はコチョウラン属とされていたことでもわかるとおり、基本的な特徴はコチョウラン属と共通している。だが、三裂する唇弁の中片の先端がコチョウラン属では広がるのに対して先細りになること、花茎がコチョウラン属では横に伸びるか下垂するのに対して立ち上がることなどによって別属とされたものである。学名はギリシャ語の dory （槍）に由来し、これは唇弁の形によるとされる。
以下、詳細な部分については該当種の項を参照されたい。

## 交配品種
コチョウラン属との交配品が多く作られている。それらは学名の上ではドリテノプシス属 Doritaenopsis と呼ばれる（略称は Dtps. ）が、贈答向けの鉢物などではまとめてコチョウランと呼ばれていることも多い。交配にこの属を使う場合に望まれているのは、コチョウラン属には例の少ない赤紫系の花色、および小輪多花性である。現在では多くの品種が作られており、葉が多く花茎が立ちがちなドリティスの形質の色濃いものからほとんどコチョウラン属と同じに見えるものまである。
最初に作出されたのは1923年で、Barron Toshihito Iwasaki によってPhalen. lindenii　と本属のプルケリマの間で作られたアサヒ Dtps. Asahi がそれである。その後、1970年頃まではさほど注目されず、100種ほどが登録されたのみであったが、それ以降は交配品作出がすすみ、1996年までに1500種を越えるまでになった。
小輪多花系では赤紫の花が多く、キョート Dtps. Kyoto が有名。大輪系ではコチョウランの白花大輪のものに似てピンク、あるいは白い花に赤味のある唇弁というセミアルバといわれるタイプがよく知られる。前者ではハッピー・バレンタイン Dtps. Happy Valentine 後者ではオドリコ Dtps. Odoriko が代表例である。